# 奧古斯都王子 (科英布拉公爵)
奧古斯都王子（葡萄牙語：Augusto de Bragança，1847年11月4日—1889年9月26日），科英布拉公爵，葡萄牙國王費南度二世和女王瑪麗亞二世的第五子（第六和第七子為死胎，形同幼子）。
1861年11月，奧古斯都的四兄費南度王子和長兄佩德羅五世先後病逝，次兄路易斯繼承佩德羅成為國王（即路易斯一世）。同年12月，奧古斯都的三兄若昂王子亦因病去世，因此在1863年路易斯一世的長子卡洛斯出生前，奧古斯都是葡萄牙的王位繼承人。
奧古斯都終生未婚。他在1889年去世，與哥哥路易斯一世的去世日期相差不到一個月。